# Rolf-Dieter Amend
Rolf-Dieter Amend (Magdeburgo, 21 marzo 1949 – Potsdam, 4 gennaio 2022) è stato un canoista tedesco.

## Biografia
Rolf-Dieter Amend nacque a Magdeburgo il 21 marzo 1949.
Vinse una medaglia d'oro nella specialità C-2 alle Olimpiadi estive del 1972 a Monaco di Baviera.
Vinse inoltre tre medaglie ai Campionati del Mondo ICF di canoa slalom, con due ori (squadre C-2: 1971, 1975) e un argento (C-2: 1971).
Morì a Potsdam il 4 gennaio 2022 all'età di 72 anni.

## Palmarès

### Olimpiadi
- 1 medaglia:
  - 1 oro (Monaco di Baviera 1972 nello slalom C2)

### Mondiali
- 3 medaglie:
  - 2 ori (Merano 1971 nel C2 a squadre; Skopje 1975 nel C2 a squadre)
  - 1 argento (Merano 1971 nel C2)